# Lapsus
Lapsus (do latim "lapso, deslize, erro") é um erro involuntário ao escrever ou falar, algo muito estudado em filologia.

## Psicoanálise
Erros no discurso podem acontecer em todos os falantes de modo ocasional. Ocorrem mais frequentemente quando os falantes estão nervosos, cansados, ansiosos ou intoxicados. Durante uma transmissão ao vivo na televisão ou rádio, por exemplo, oradores não-profissionais e até mesmo os das emissoras muitas vezes cometem erros de fala em função do excesso de estresse. Alguns oradores parecem mais propensos aos erros desse tipo do que outros. Por exemplo, existe alguma conexão entre gagueira e erros de fala. Charles F. Hockett explica que "sempre que um falante sente alguma ansiedade sobre um possível lapsus, tenderá a concentrar-se mais do que a costumeira atenção sobre o que acaba de dizer e no que está prestes a falar. Este é um terreno ideal para a gagueira."